# Насионал Мадейра
Клубе Деспортиво Насионал (на португалски Clube Desportivo Nacional) е португалски футболен клуб от Фуншал остров Мадейра. По-популярен е като Насионал Мадейра (Nacional da Madeira).

## История и Успехи
Клуба е създаден през 1910 и има едва 8 сезона в елита на Португалия. Най-доброто му представяне е през сезон 2003 – 04, когато финишира на престижното четвърто място в крайното класиране, даващо му право на участие в турнира за Купата на УЕФА. Там отпада от испанския Севиля. През сезон 2005 – 06 завършва на пето място и отново участва в турнира за Купата на УЕФА. Отново жребият не е благосклонен към скромния португалски клуб, като го противопоставя на румънския Рапид Букурещ, от когото е отстранен впоследствие.
Съперничеството с другия градски съперник Маритимо често е свързано с различната култура и начин на живот.
Феновете на Насионал са предимно с по-висок социално-икономически статус, докато тези на Маритимо са от работническата класа. Именно вторите лобират към името на клуба им, да се добави „Мадейра“. Това обтяга отношенията между двата клуба. Започва непримиримото съперничество между тях, което продължава и до днес. Участие в това има и звездата на португалския футбол Кристиано Роналдо, който отказва офертата на Маритимо в полза на Насионал, където в борда на директорите членува неговият кум.

## Успехи

### Домашни турнири
- Лига Сагреш
  - 4-то място (2): 2003/04, 2008/09
- Лига де Онра: (2 ниво)
  -  Шампион (2): 1996/97, 1999/2000

### Регионални
- Шампионат на остров Мадейра (Португалия):
  -  Шампион (8):
- Купа на остров Мадейра (Португалия):
  -  Носител (6):

### Международни
- Трофей Рамон Каранца:
  -  Носител (1): 2012

## Участия в Европа
Купа на УЕФА 2004 – 2005
- 16 септември 2004, Севиля 2 – 0 Насионал Мадейра
- 30 септември 2004, Насионал Мадейра 1 – 2 Севиля

Купа на УЕФА 2006 – 2007
- 14 септември 2006, Рапид Букурещ 1 – 0 Насионал Мадейра
- 28 септември 2006, Насионал Мадейра 1 – 2 Рапид Букурещ

## Известни бивши футболисти
- Кристиано Роналдо
- Зе Руй
- Рикардо Андре
- Клебер Чала
- Диего Бенаглио
- Дуйе Чоп

## Български футболисти
- Антони Здравков: 1991/92 (29 мача - 6 гола)
- Георги Чиликов: 2005/07 (38 мача - 4 гола)

## Бивши треньори
- Предраг Йоканович
- Жозе Песейро
- Касемиро Миор
- Карлош Брито